# کانشو
کانشو (به ژاپنی: 寛正 Kanshō) نام یک عصر تاریخی ژاپنی بود. این عصر بعد از چوروکو و قبل از  بونشو (دوره) قرار داشت و از دسامبر ۱۴۶۰ تا فوریه ۱۴۶۶ میلادی به طول انجامید. در طی این عصر امپراتور گو-هانزونو و امپراتور گو-تسوتشیمیکادو امپراتوران ژاپن بودند.